# Autodromo Hermanos Rodríguez
L'Autódromo Hermanos Rodríguez (Autódromo Fratelli Rodríguez) è un circuito automobilistico permanente posto in un parco alla periferia di Città del Messico, che ha ospitato il Gran Premio del Messico di Formula 1 dal 1963 al 1970, dal 1986 al 1992 e dal 2015 al 2019. Dal 2021 ospita il Gran Premio di Città del Messico.

## Storia

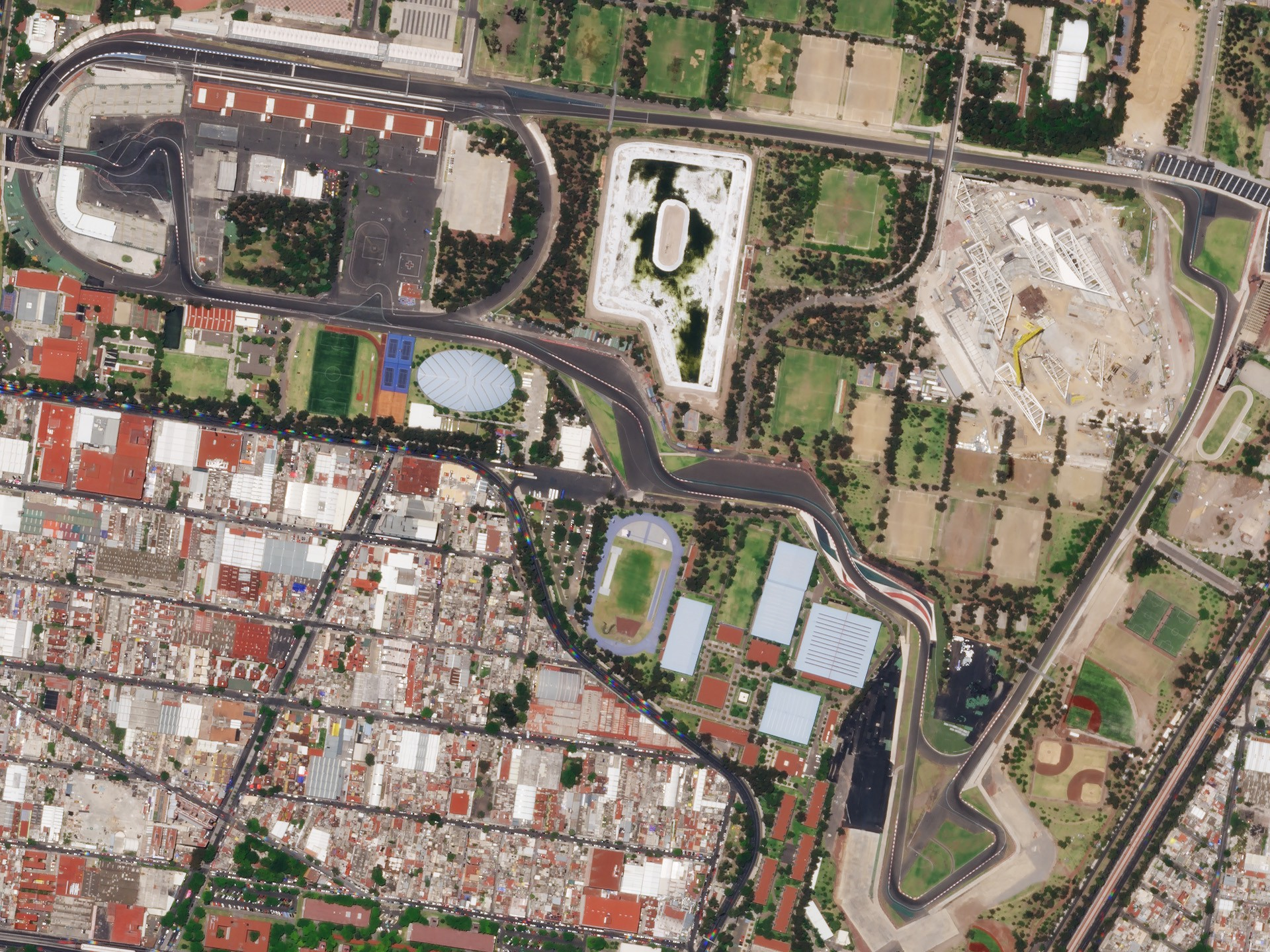
Vista satellitare dell'odierno circuito

Ha ospitato tutte le venti edizioni del Gran Premio del Messico valide per il mondiale di Formula 1 tra il 1963 e il 2019. Fino al 1972 il suo nome era Magdalena Mixhuca, poi venne intitolato alla memoria dei fratelli Rodríguez, Ricardo e Pedro, entrambi piloti di Formula 1. Riccardo morì durante la prima edizione del Gran Premio del Messico, il 1º novembre 1962 (gara non valida per il campionato mondiale), a soli 20 anni, mentre Pedro morì nel 1971 quando aveva 31 anni, durante una gara del campionato Interserie sul circuito di Norisring.

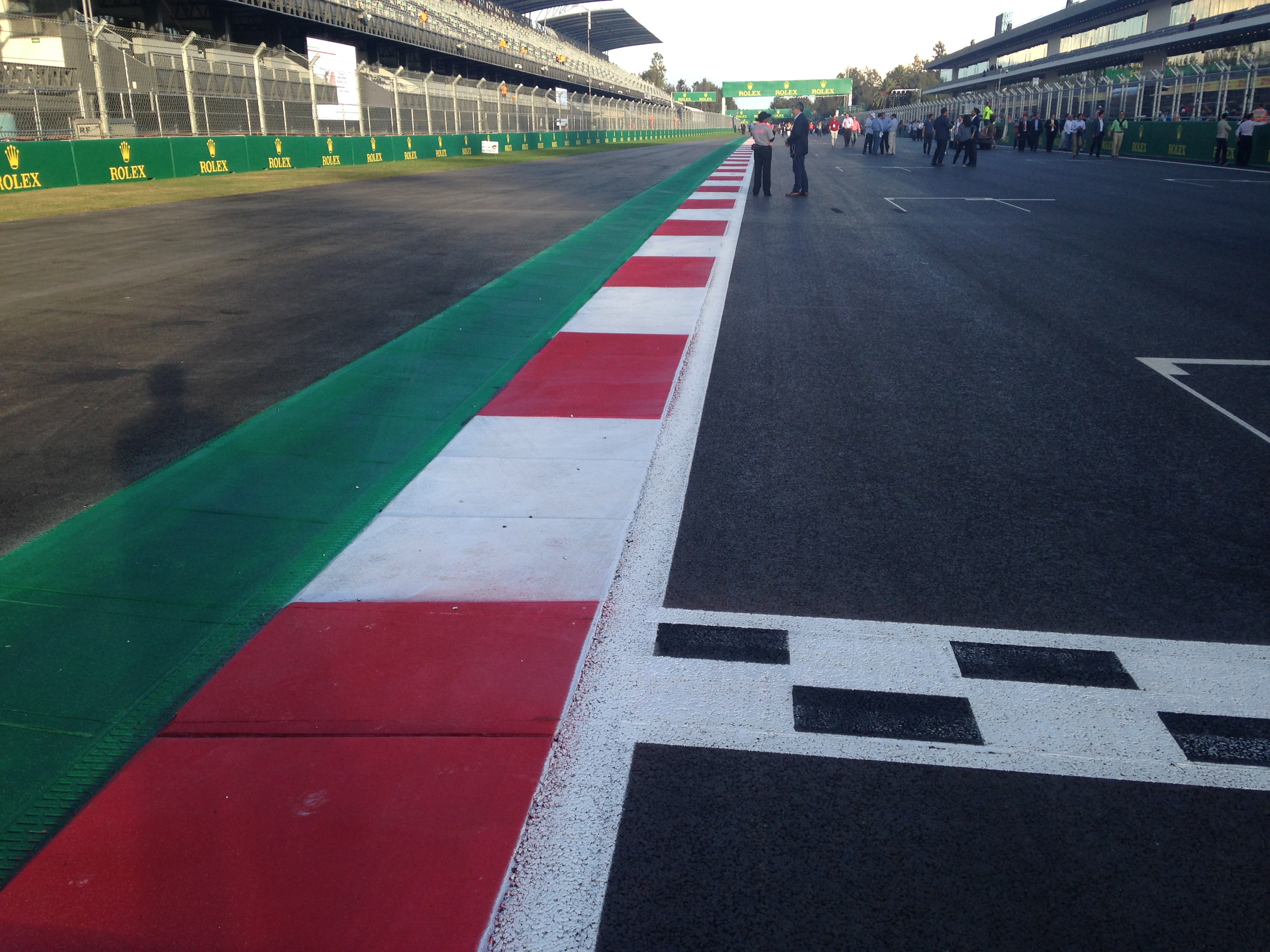
Il rettilineo di partenza

Lungo nella prima versione 5000 m, era caratterizzato da un lungo rettilineo iniziale (1192 m) seguito da un altro allungo che terminava con un tornante molto stretto (Hairpin). Vi era poi una serie di curve impegnative (The Esses) che sfociavano nella velocissima curva leggermente rialzata chiamata Peraltada che riportava sul rettilineo iniziale.
Dal 1986 al 1992 si corse su una versione più corta di 4421 m che non prevedeva più il tornante Hairpin. Abbandonato dalla Formula 1, venne in seguito utilizzato dalle formule nordamericane, dalla A1GP e dalle serie locali.
Il circuito è tornato a far parte del calendario del mondiale di Formula 1 dal 2015, dopo un profondo restyling da parte dell'architetto del circus Hermann Tilke, portandolo ad una lunghezza attuale di 4304 m, con l'abolizione della curva Peraltada nel terzo settore. Durante l'edizione 2016 del Gran Premio del Messico, nel lungo rettilineo, l'allora pilota della Williams Valtteri Bottas ha raggiunto la velocità di 372,499 km/h stabilendo il nuovo record assoluto in gara per la Formula 1.
Trovandosi nei dintorni di Città del Messico, a 2238 m s.l.m., il circuito influenza le vetture a causa della rarefazione dell'aria, creando non pochi problemi aerodinamici e motoristici.
Dalla stagione 2021 di Formula 1 il circuito ospita il Gran Premio di Città del Messico, il cui debutto era già previsto nel campionato 2020, ma successivamente annullato a causa della pandemia di COVID-19.
Il record assoluto del circuito è di 1'14"758 stabilito da Max Verstappen su Red Bull nelle qualifiche del Gran Premio del Messico 2019.

## Albo d'oro della Formula 1

### Gran Premio del Messico
| Anno | Pilota           | Scuderia |
| ---- | ---------------- | -------- |
| 1963 | Jim Clark        | Lotus    |
| 1964 | Dan Gurney       | Brabham  |
| 1965 | Richie Ginther   | Honda    |
| 1966 | John Surtees     | Cooper   |
| 1967 | Jim Clark        | Lotus    |
| 1968 | Graham Hill      | Lotus    |
| 1969 | Denny Hulme      | McLaren  |
| 1970 | Jacky Ickx       | Ferrari  |
| 1986 | Gerhard Berger   | Benetton |
| 1987 | Nigel Mansell    | Williams |
| 1988 | Alain Prost      | McLaren  |
| 1989 | Ayrton Senna     | McLaren  |
| 1990 | Alain Prost      | Ferrari  |
| 1991 | Riccardo Patrese | Williams |
| 1992 | Nigel Mansell    | Williams |
| 2015 | Nico Rosberg     | Mercedes |
| 2016 | Lewis Hamilton   | Mercedes |
| 2017 | Max Verstappen   | Red Bull |
| 2018 | Max Verstappen   | Red Bull |
| 2019 | Lewis Hamilton   | Mercedes |

### Gran Premio di Città del Messico
| Anno | Pilota           | Scuderia      |
| ---- | ---------------- | ------------- |
| 2020 | Non disputato    | Non disputato |
| 2021 | Max Verstappen   | Red Bull      |
| 2022 | Max Verstappen   | Red Bull      |
| 2023 | Max Verstappen   | Red Bull      |
| 2024 | Carlos Sainz Jr. | Ferrari       |

## Mappe del circuito

### Formula 1

La configurazione di 5000 m utilizzata dal 1959 al 1985
La configurazione di 4421 m utilizzata dal 1986 al 2014
La configurazione di 4304 m utilizzata dal 2015
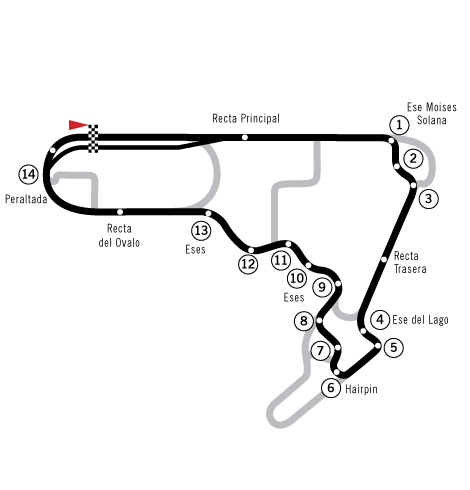
Differenze tra la configurazione utilizzata dal 1959 al 1985 e quella utilizzata dal 1986 al 2014
Differenze tra la configurazione utilizzata dal 1986 al 2014 e quella utilizzata dal 2015

### Formula E

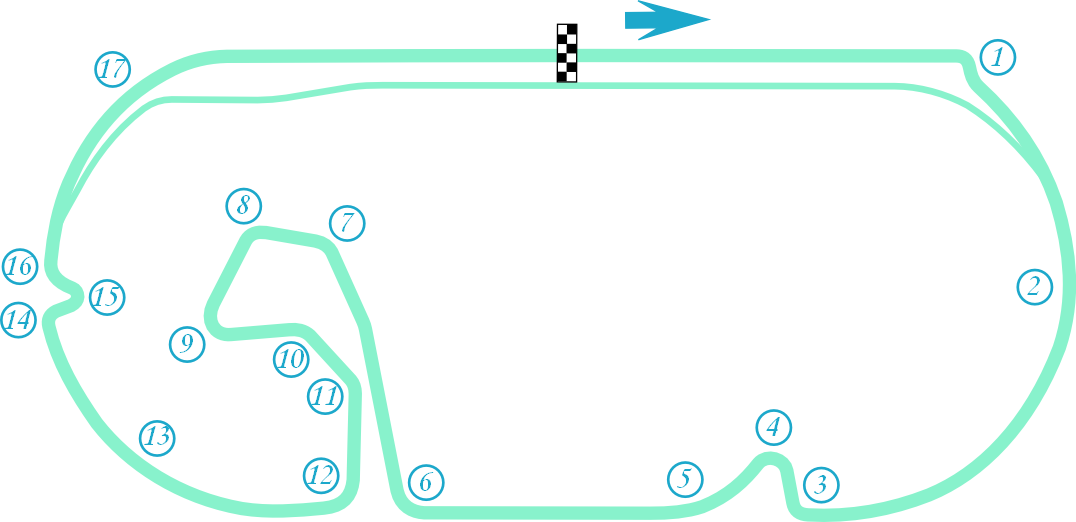
La configurazione di 2093 m utilizzata dal 2016 al 2019 dalla Formula E
La configurazione di 2606 m utilizzata dal 2020 al 2022 dalla Formula E
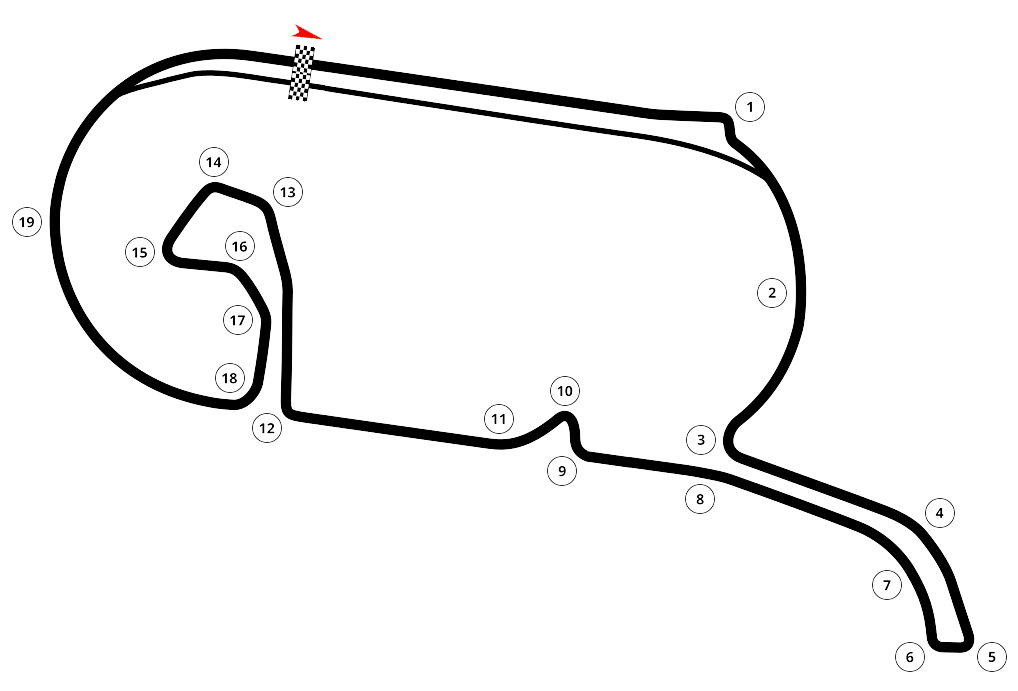
La configurazione di 2628 m utilizzata dal 2023 dalla Formula E